# Namaquarachne thaumatula
Espèce
Namaquarachne thaumatula est une espèce d'araignées aranéomorphes de la famille des Phyxelididae.

## Distribution
Cette espèce est endémique du Cap-du-Nord en Afrique du Sud,. Elle se rencontre dans le Little Namaqualand à Steinkopf.

## Description
Le mâle holotype mesure 7,75 mm et la femelle paratype 8,13 mm.

## Publication originale
- Griswold, 1990 : A revision and phylogenetic analysis of the spider subfamily Phyxelidinae (Araneae, Amaurobiidae). Bulletin of the American Museum of Natural History, no 196, p. 1-206 (texte intégral).